# Grundmühle (Kronach)
Grundmühle ist ein Gemeindeteil der Kreisstadt Kronach im Landkreis Kronach (Oberfranken, Bayern). Zum Gemeindeteil gehörte Grundhaus, das in den 1960er Jahren abgebrochen wurde.

## Geographie
Die Einöde bildet mit Planersgut im Westen und Hinterstöcken im Süden eine geschlossene Siedlung. Sie liegt am Fischbach, einem linken Zufluss der Rodach, und an der Kreisstraße KC 12, die nach Vogtendorf (1,3 km nordwestlich) bzw. nach Fischbach (1 km südöstlich) führt.

## Geschichte
Gegen Ende des 18. Jahrhunderts gab es in Grundmühle mit Grundhaus 2 Anwesen (1 Gut mit Mühle, 1 Haus). Das Hochgericht übte das Rittergut Fischbach in begrenztem Umfang aus. Es hatte ggf. an das bambergische Centamt Stadtsteinach auszuliefern. Die Grundherrschaft über die Anwesen hatte das Rittergut Fischbach.
Mit dem Gemeindeedikt wurde Grundmühle dem 1808 gebildeten Steuerdistrikt Fischbach und der 1818 gebildeten Ruralgemeinde Fischbach zugewiesen. Am 1. Mai 1978 wurde Grundmühle im Zuge der Gebietsreform in Bayern in Weißenbrunn eingegliedert.

### Einwohnerentwicklung
| Jahr      | 001818 | 001861 | 001871 | 001885 | 001900 | 001925 | 001950 | 001961 | 001970 | 001987 |
| Einwohner |        | 10     | 15     | 15     | 11     | 13     | 9      | 4      | 6      | 5      |
| Häuser    | 2      |        |        | 2      | 2      | 2      | 2      | 1      |        | 1      |
| Quelle    | [ 6 ]  | [ 8 ]  | [ 9 ]  | [ 10 ] | [ 11 ] | [ 12 ] | [ 13 ] | [ 3 ]  | [ 14 ] | [ 1 ]  |

## Religion
Der Ort ist evangelisch-lutherisch geprägt und nach St. Jakobus (Fischbach) gepfarrt.